# Tour de la Cour d'appel de Kiev
La  Tour de la Cour d'appel de Kiev (Апеляційний суд м. Києва)  est un gratte-ciel de 127 mètres de hauteur  construit à Kiev en Ukraine. La construction de l'immeuble a duré particulièrement longtemps, de 1978 à 2006, avec une interruption dans les années 1990, et une reprise des travaux en 2004.
L'immeuble abrite la Cour d'appel de Kiev.
La surface de plancher de l'immeuble est de 31 500 m2.
Le bâtiment a été conçu par l'architecte V. A. Zhukov et par la société GIPROgrazhdanpromstroy 